# Chien chanteur de Nouvelle-Guinée
Canis lupus hallstromi · Dingo de Nouvelle-Guinée
Statut de conservation UICN

 VU  : Vulnérable
Sous-espèce
Synonymes
- Canis dingo hallstromi[1]
- Canis hallstromi (Troughton, 1957)[1]

Le Chien chanteur de Nouvelle-Guinée (Canis lupus hallstromi), également connu comme Dingo de Nouvelle-Guinée, est une sous-espèce de Canis lupus de la famille des Canidés, proche du Chien et du Loup gris.

## Systématique
La sous-espèce Canis lupus hallstromi a été initialement décrite en 1957 par le zoologiste Ellis Troughton (1893-1974) sous le protonyme de Canis hallstromi.

## Caractéristiques de la sous-espèce

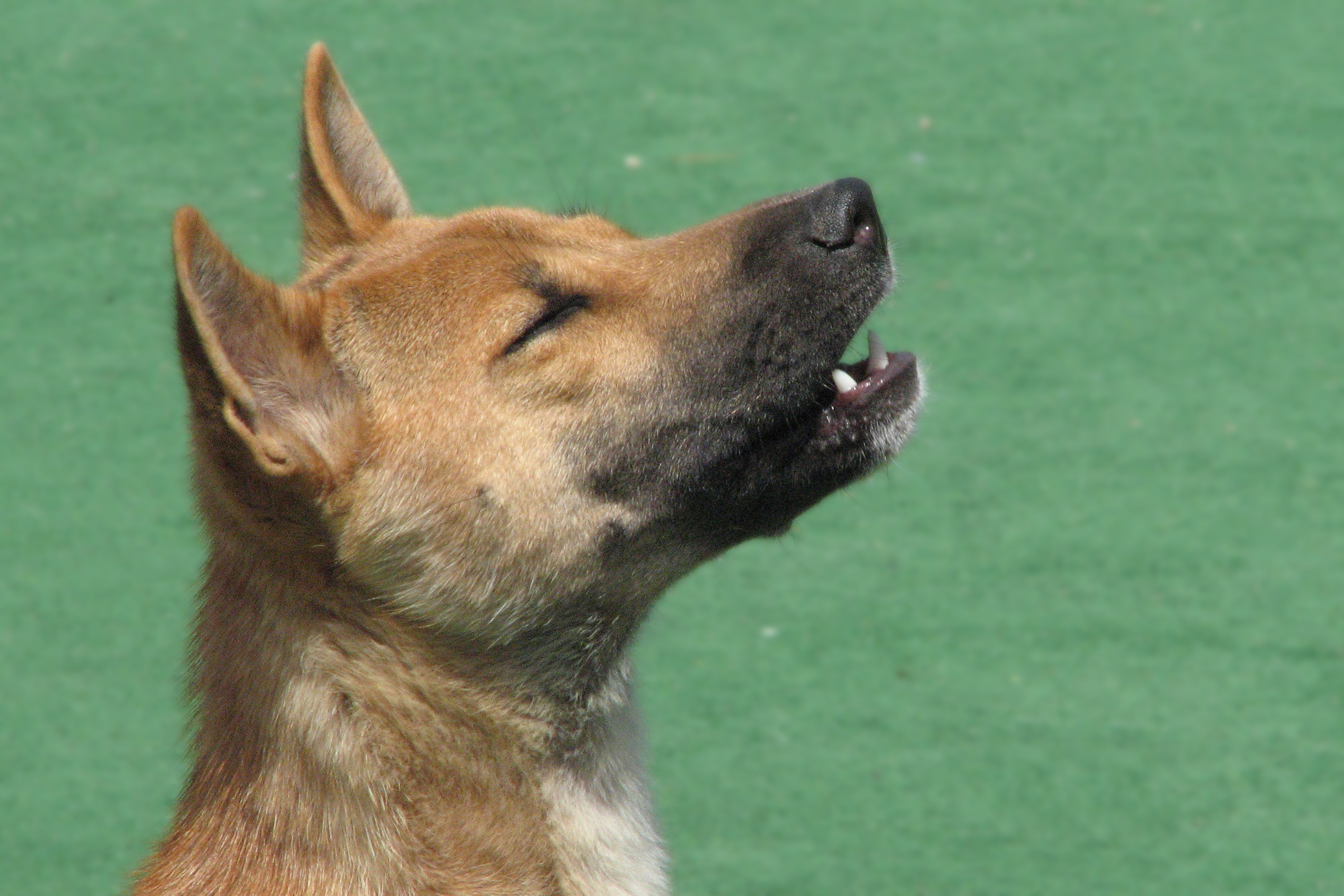
Chien chanteur de Nouvelle-Guinée.

Le Chien chanteur de Nouvelle-Guinée est à l'origine un chien domestique retourné à l'état sauvage, au même titre que le dingo avec lequel il est apparenté. Les Chiens chanteurs présentent deux couleurs différentes : certains spécimens sont noirs, d'autres sont roux. Il peut parfois compléter son repas par les détritus du village, si celui-ci est placé sur son territoire.
La taille du cerveau du Chien chanteur de Nouvelle-Guinée est analogue à celle du chien domestiqué. En revanche ses comportements et en particulier sa gamme de vocalises sont différents. 
Ses aboiements et ses hurlements ressemblent plutôt aux sons produits par les baleines. Selon Elaine Ostrander, chercheuse aux National Institutes of Health (NIH) : « Les chiens chanteurs sont une espèce rare, exotique, avec cette magnifique vocalisation harmonique qui ne se trouve nulle part ailleurs dans la nature ».
La structure de sa rétine diffère également de celle des chiens domestiques, des dingos et des loups, ce qui laisse à penser que le Chien chanteur de Nouvelle-Guinée est en cours de spéciation. Les analyses ADN montrent également quelques spécificités chez cette sous-espèce.
Bien que ce phénomène reste marginal, le Chien chanteur de Nouvelle-Guinée est parfois adopté comme animal de compagnie notamment par des Européens ou des Américains. Cet animal possède toutefois des comportements assez différents des chiens domestiques et qui peuvent dérouter l'Homme. Sa détention nécessite donc une solide expérience en comportement des canidés.
D'après la chaîne de télévision CNN, il existerait environ 200 chiens chanteurs de Nouvelle-Guinée vivant en captivité, dans des centres de conservation ou des zoos.

## Étymologie
Son épithète spécifique, hallstromi, lui a été donnée en l'honneur de l'homme d'affaires et philanthrope australien Edward Hallstrom (d) (1886-1970), qui a proposé un couple en sa possession au zoo de Taronga pour un éventuel dépôt dans la collection de l'Australian Museum. 

## Publication originale
- (en) Ellis Troughton, « A new native dog from the Papuan highlands », Proceedings of the Royal Zoological Society of New South Wales, Mosman, Inconnu, vol. 1955-56,‎ 1957, p. 93-94 (ISSN 0085-5820, OCLC 3925828, lire en ligne).